# Musik i Dalarna
Musik i Dalarna är en stiftelse stiftad av landstinget i Dalarnas län 1987 för att utveckla och stödja det lokala musiklivet, samt samarbeta med den övriga kultursektorn. Stiftelsen producerar konserter, musikteater och andra musikarrangemang för invånarna i länet. Organisationen har två huvudsakliga arbetsområden med Dalasinfoniettan och Musik Barn & Ungdom. Genom Musik Barn & Ungdom arbetar stiftelsen med pedagogisk verksamhet riktad mot skolorna i länet och som den lokala arrangören av tävlingen Musik Direkt. Dalasinfoniettan är en kammarorkester vars huvudsakliga uppgift är att producera och spela konserter ute i länet.